# Combat aérien lors de l'invasion turque de Chypre
Le combat aérien lors de l'invasion turque de Chypre débute le 20 juillet 1974, la Turquie lance une invasion combinée par air et par mer de la partie nord de l'île de Chypre à la suite d'un coup d'État mené par la Garde nationale chypriote soutenue par Athènes contre le président démocratiquement élu, l'Archevêque Makarios III. Le gouvernement turc cite la protection de la minorité chypriote turque de Chypre comme justification principale de l'attaque militaire, en contradiction avec les termes du Traité de garantie de 1960,.

## Commandement aérien de la Garde nationale chypriote
La Garde nationale chypriote forme pour la première fois une aile aérienne militaire organisée le 16 août 1960, peu après que l'île a obtenu son indépendance de la Grande-Bretagne. Cette force est équipée d'un petit nombre d'avions légers et partage un commandement commun avec les forces de défense aérienne de l'île et la police.
En 1963, le Commandement aérien chypriote (Αεροπορική Διοίκηση Κύπρου – Α.Δ.Κ./ADK) est formé avec son quartier général à Nicosie et deux escadrons sous son commandement – le 419e Escadron de protection de base aérienne (Μοίρα Προστασίας Αεροδρομίου – Μ.Π.Α./MPA) et le 420e Escadron de protection de base aérienne aux bases aériennes de Lakatamia et de Tymbou respectivement. En juin 1964, le 1er escadron aérien (Σμήνος Αεροσκαφών – Σ.Α./SA) est formé en coopération avec la police. Cette unité opère deux Piper PA-22 Colt, un L-21B Piper Cub, un Beech C-45, un Dornier Do-27Q, ainsi que deux hélicoptères AB-47J. Des efforts sont faits avec la coopération de la Grèce pour l'acquisition de jets plus modernes, avec un succès limité. En août 1964, la CNG/AC possède cinq avions d'attaque T-6A Harvard capables de combat qui ont été envoyés secrètement de Grèce, mais ils sont retournés en Grèce quelques jours plus tard pour des raisons politiques. À la même période – en 1964–65, le gouvernement chypriote envisage de se procurer huit avions de combat Yak-11 ou MiG-17 et des missiles SA-2 Guideline sol-air de l'Union soviétique, mais ces plans sont également abandonnés en raison de sensibilités politiques.
En 1964, et de nouveau en 1966, sont créés deux escadrons de stations de radar de contrôle et d'alerte (Μοίρα Σταθμού Ελέγχου και Προειδοποίησης – Μ.Σ.Ε.Π./MSEP) – le 3e sur le mont Kormakitis et le 4e sur le mont Kantara. En 1968, la police et l'ADK séparent leurs activités et seuls deux avions restent sous le commandement de l'ADK : un Beech C-45 (D-6) et, semble-t-il, un L-21B Piper Cub (D-7).

### Ordre de bataille en 1974
- Escadron d'avions (Μοίρα Αεροσκαφών) - Lakatamia
- Centre de contrôle aérien (Αεροπορικό Κέντρο Ελέγχου) – Nicosie
- 419 MPA – Base aérienne de Lakatamia
- 420 MPA – Base aérienne de Tymbou
- 3 MSEP – Mont Kormakitis
- 4 MSEP – Mont Kantara

## Commandement de l'artillerie de la Garde nationale chypriote
Cette force hérite d'une quantité considérable d'équipements militaires de la Grande-Bretagne, et des efforts sont faits pour augmenter les équipements anti-aériens avec des fournitures de l'Union soviétique et de la Yougoslavie. En 1974, le commandement de l'artillerie de la GNC possède des canons anti-aériens de calibre 12,7 mm, 14,5 mm, 20 mm, 40 mm et 104 mm provenant de diverses sources, les plus petits calibres étant répartis dans la plupart de ses bataillons.

## Force aérienne turque
Cette force est fortement engagée dans les opérations sur Chypre pendant toute la durée de l'invasion de 1974, et comprend plusieurs escadrons de chasse équipés de F-5, RF-84F, F-100, F-102 et F-104 avions de combat, ainsi que des avions de transport C-130, C-160 et C-47.

## Corps aérien de l'armée turque
Cette force se compose principalement d'hélicoptères Bell modèle UH-1H et Bell 206 ainsi que d'avions à voilure fixe pour opérations spéciales Dornier Do 27.

## Force aérienne hellénique
Pendant l'invasion, la H.A.F possède une flotte de près de 350 avions de chasse. Jusqu'en juillet 1974, la Grèce dispose de la première escadrille prête au combat des F-4 Phantom.